# إكس تي 2
نظام الملفات الممتد الثاني (بالإنجليزية: second extended filesystem اختصاراً (ext2))‏ هو نظام ملفات برمجي يُستخدم في نظام تشغيل نواة لينكس. تم تصميم هذا النظام في البداية من قبل ريمي كارد كبديل لنظام إكس تي. يتميز نظام ext2 بسرعته،  حيث يعتبر أسرع من العديد من أنظمة الملفات الأُخرى التي يُقارن بها. على الرغم من أن نظام إكس تي 2 ليس نظام ملفات ذو صحائف، إلا أن نظام إكس تي 3 يتوافق بشكل كبير  مع نظام إكس تي 2.
التطبيق المتعارف عليه لنظام إكس تي 2 هو برنامج تشغيل ext2fs في نواة لينكس. بالإضافة إلى ذلك، تتوفر تطبيقات أخرى ( بجودة وكمال متفاوتين) لنظام إكس تي 2 في أنظمة تشغيل مثل لينكس (Hurd) و ماك أو أس وبعض لتوزيعات بيركلي، بالإضافة إلى تطبيق إضافي في نظام مايكروسوفت ويندوز. كان نظام إكس تي 2  هو نظام الملفات الافتراضي في توزيعات لينكس مثل فيدورا وريدهات لينكس ودبيان لينكس حتى تم استبداله بإكس تي 3.

## سجل مؤشر
سجل مؤشر Inode( Index Node ) ) كل ملف أو دليل يمثل بواسطة مؤشر Inode ومصدر هذا المصطلح هو Index Node.
انظر إلى الشكل التالي كمثال عليه:

## تحديد واختيار موقع البيانات
تحديد واختيار موقع البيانات ( Allocating Data )، عندما يقوم أي مستخدم بإنشاء ملف جديد أو دليل (مجلد) فإن نظام الملفات يجب أن يقرر أين يحفظ هذا الملف في القسم.